# Bibliothek Terlan
Die Bibliothek Terlan ist eine Bildungs- und Freizeiteinrichtung der Südtiroler Gemeinde Terlan.
Sie ist eine hauptamtlich geführte Bibliothek und mit der Grund- und Mittelschule kombiniert. Zur Bibliothek Terlan zählen die Leihstelle in Vilpian und in Siebeneich, diese werden ehrenamtlich geführt.

## Geschichte
Die Bibliothek wurde im Jahre 1950 gegründet. Sie war bis 1990 im Widum untergebracht und wurde als Pfarrbibliothek geführt. Durch das Bibliotheksgesetz wurde 1984 aus der Pfarrbibliothek die Öffentliche Bibliothek Terlan. Im Herbst 1990 übernahm die Gemeinde Terlan die Trägerschaft und die Bibliothek übersiedelte in das Mittelschulgebäude. Seit 2020 befindet sich die Bibliothek im neu errichteten Neubau OTTO auf dem Margarete-Maultasch-Platz 8.

## Besondere Angebote
Die Bestände sind ausschließlich im Freihandleihsystem aufgestellt. Neben dem Bücherbestand bietet die Bibliothek auch Hörbücher, Spiele und Filme auf DVD sowie Zeitschriften zum Verleih an. Die Bibliothek ist insgesamt über 30 Stunden an 6 Tagen in der Woche für die Öffentlichkeit geöffnet. Auch alle Klassen der Grund- und Mittelschule haben eine fixe Bibliotheksstunde reserviert. Der Schwerpunkt in der Veranstaltungstätigkeit liegt im Bereich Leseförderung für Kinder und Jugendliche. Mit den örtlichen Vereinen und Organisationen werden vielfältige Aktionen gemeinsam organisiert.

## Bibliotheksbestand
Es stehen mehr als 15.000 Medien zur Ausleihe bereit, davon 12.384 Bücher, 860 CDs, 1.571 DVDs und 94 Spiele. Außerdem können die Leser zwischen 52 Zeitschriften und Tageszeitungen auswählen. Die Bibliothek wird seit 1992 durch eine hauptamtliche Bibliotheksleiterin geführt, welche von rund zehn ehrenamtlichen Mitarbeiterinnen unterstützt wird. Im Jahr 2011 waren 1.200 aktive Nutzer eingeschrieben und es konnten rund 54.000 Entlehnungen verzeichnet werden, davon 33.000 Bücher, 3.000 Zeitschriften und 18.000 audiovisuelle Medien. Die Bibliothek bietet die Möglichkeit, online in den Beständen zu suchen.